# Етнички Муслимани у Хрватској
Етнички Муслимани у Хрватској су становници Хрватске који се у етничком смислу изјашњавају као припадници муслиманског народа. Према попису становништва из 2011. године, у Хрватској живи 7558 етничких Муслимана, што представља значајан пад у односу на претходни попис становништва из 2001. године, када је на подручју Хрватске пописано 19,677 етничких Муслимана.
Етнички Муслимани у Хрватској сматрају се делом муслиманског народа, као посебног јужнословенског народа који је као такав добио признање у бившој Социјалистичкој Федеративној Републици Југославији, а самим тим и у тадашњој Социјалистичкој Републици Хрватској.
У првобитној преамбули Устава Републике Хрватске из 1990. године, међу народима и мањинама су изричито били поменути и Муслимани. Међутим, каснијим уставним променама, из текста преамбуле су изостављени поименични помени народа и етничких мањина, а самим тим и етничких Муслимана.
Након распада Југославије, етнички Муслимани у Хрватској су се суочили са све израженијим друштвеним притисцима у виду оспоравања употребе појма "Муслимани" као етничке одреднице, уз истовремено форсирање њиховог превођења у хрватски или бошњачки национални корпус.